# Leyden Trophy
Leyden Trophy – nagroda przyznawana każdego sezonu zwycięzcy dywizji wschodniej Ontario Hockey League od sezonu 1994–1995. Trofeum zostało nazwane od nazwiska Matta Leydena. Po raz pierwszy zostało przyznane w sezonie 1975–1976, jednak do sezonu 1993–1994 przyznawano je zwycięzcy dywizji Leydena.

## Lista zwycięzców
- 2016–2017: Peterborough Petes
- 2015–2016: Kingston Frontenacs
- 2014–2015: Oshawa Generals
- 2013–2014: Oshawa Generals
- 2012–2013: Belleville Bulls
- 2011–2012: Ottawa 67’s
- 2010–2011: Ottawa 67’s
- 2009–2010: Ottawa 67’s
- 2008–2009: Belleville Bulls
- 2007–2008: Belleville Bulls
- 2006–2007: Belleville Bulls
- 2005–2006: Peterborough Petes
- 2004–2005: Peterborough Petes
- 2003–2004: Ottawa 67’s
- 2002–2003: Ottawa 67’s
- 2001–2002: Belleville Bulls
- 2000–2001: Belleville Bulls
- 1999–2000: Ottawa 67’s
- 1998–1999: Ottawa 67’s
- 1997–1998: Ottawa 67’s
- 1996–1997: Ottawa 67’s
- 1995–1996: Ottawa 67’s
- 1994–1995: Kingston Frontenacs
- 1993–1994: North Bay Centennials
- 1992–1993: Peterborough Petes
- 1991–1992: Peterborough Petes
- 1990–1991: Oshawa Generals
- 1989–1990: Oshawa Generals
- 1988–1989: Peterborough Petes
- 1987–1988: Peterborough Petes
- 1986–1987: Oshawa Generals
- 1985–1986: Peterborough Petes
- 1984–1985: Peterborough Petes
- 1983–1984: Ottawa 67’s
- 1982–1983: Ottawa 67’s
- 1981–1982: Ottawa 67’s
- 1980–1981: Sault Ste. Marie Greyhounds
- 1979–1980: Peterborough Petes
- 1978–1979: Peterborough Petes
- 1977–1978: Ottawa 67’s
- 1976–1977: Ottawa 67’s
- 1975–1976: Sudbury Wolves